# Ländler

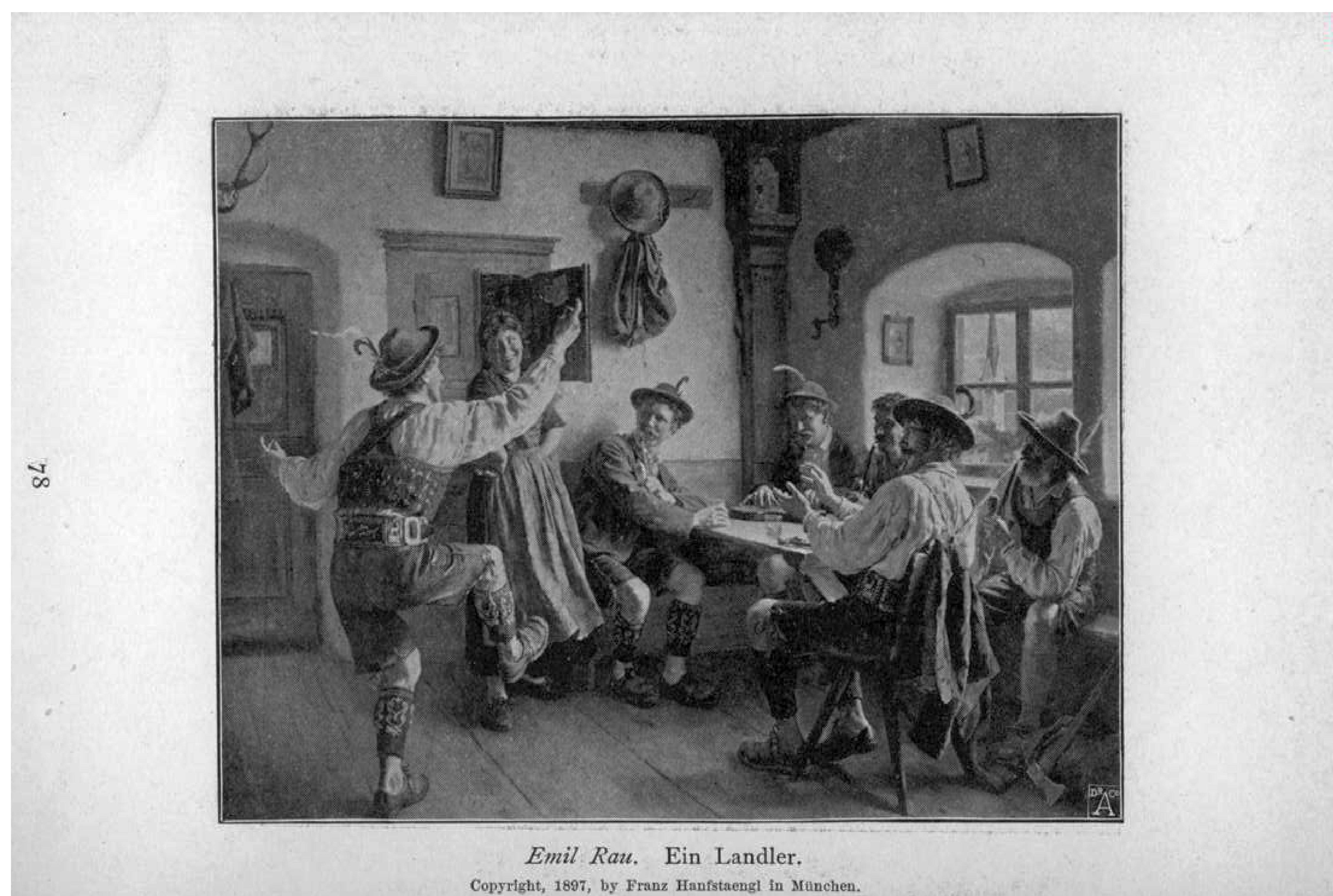
"Ein Ländler" par Emil Rau, 1897 (Glaspalast München)

Le Ländler est une danse traditionnelle qui fut popularisée en Allemagne, en Autriche et en Suisse à la fin du XVIIIe siècle. Originaire de Haute-Autriche, elle est traditionnellement dansée en rond.
On la retrouve fréquemment dans les rythmes des musiques et chansons folkloriques alémaniques, ainsi que les chansons associées aux yodels, aux côtés de la valse ou la polka.
Elle est arrivée en France sous le nom d'allemande, proche du menuet, et est probablement à l'origine de la valse[réf. nécessaire].
Elle est à trois temps, de tempo plus lent que celui de la valse et adaptée à une mélodie.